# 新阿內尼區
新阿內尼區 （羅馬尼亞語：Anenii Noi）是摩爾多瓦中部的一個區，面積892平方公里，首府新阿內尼。2004年人口81,710人，當中大部分是摩爾多瓦人（84.2％），其次是烏克蘭人（8.0％）、俄羅斯人（5.1％）、羅馬尼亞人（1.0%）、保加利亞人（0.6％）和加告茲人（0.3%）。